# جيمس ر. كامبل
جيمس ر. كامبل (بالإنجليزية: James R. Campbell)‏ هو سياسي أمريكي، ولد في 4 ديسمبر 1893 في الولايات المتحدة، وتوفي في 1 نوفمبر 1981 في نفس البلد. حزبياً، نشط في الحزب الديمقراطي. وقد انتخب عضو مجلس نواب أركنساس.